# 20 let: V živo s koncertov
20 let: V živo s koncertov (ali tudi V živo s koncertov: 20 let) je album Orkestra Slovenske vojske, ki je izšel kot dvojni glasbeni CD leta 2016 pri založbi ZKP RTV Slovenija.
Albumu je priložena tudi knjižica s predstavitvami orkestra in dirigentov.

## Koncerti
Album vključuje posnetke v živo z letnih koncertov Orkestra Slovenske vojske (22. oktobra 2007: posnetki 2-1 in 2-2; 19. oktobra 2010: posnetek 2-3; 14. oktobra 2015: posnetek 2-5), s koncerta ob obletnici rojstva Rudolfa Maistra (29. marca 2010: posnetki 1-1 do 1-4), s koncertov Orkestra Slovenske vojske (3. aprila 2012: posnetek 2-4; 1. aprila 2015: posnetek 2-6; 12. februarja 2016: posnetek 2-7; 10. marca 2016: posnetek 2-8) ter božično-novoletnih koncertov (12. decembra 2014: posnetki 1-5 do 1-7; 14. decembra 2015: posnetki 1-8 in 1-9).

## Seznam posnetkov
| CD 1            | CD 1 | CD 1                 | CD 1                    | CD 1                                                           | CD 1    |
| Št.             | Naslov | Besedilo             | Glasba                  | Priredba / transkripcija                                       | Dolžina |
| --------------- | --- | -------------------- | ----------------------- | -------------------------------------------------------------- | ------- |
| 1.              | „ŠEHEREZADA, simfonična suita, op. 35: I. Morje in Sinbadova ladja‟ (Largo e maestoso / Lento / Allegro non troppo / Tranquillo)                   |                      | N. Rimski-Korsakov      | J. V. Mas Quiles                                               | 10:08   |
| 2.              | „ŠEHEREZADA: II. Princ Kalendar‟ (Lento / Andantino / Allegro molto / Vivace scherzando / Moderato assai / Allegro molto ed animato)               |                      |                         |                                                                | 11:44   |
| 3.              | „ŠEHEREZADA: III. Mladi princ in mlada princesa‟ (Andantino quasi allegretto / Pochissimo più mosso / Come prima / Pochissimo più animato)         |                      |                         |                                                                | 8:50    |
| 4.              | „ŠEHEREZADA: IV. Praznični vrvež v Bagdadu / Morje / Vihar na morju‟ (Allegro molto / Lento / Vivo / Allegro non troppo e maestoso / Tempo come I) |                      |                         |                                                                | 13:01   |
| 5.              | „Ne prižigaj luči v temi‟ | G. Strniša           | J. Privšek              |                                                                | 3:06    |
| 6.              | „Mlade oči‟ | D. Velkaverh         | J. Robežnik             | J. Robežnik, A. Šolar                                          | 2:54    |
| 7.              | „Ko gre tvoja pot od tod‟ | F. Milčinski – Ježek | M. Sepe                 | P. Greblo, A. Šolar                                            | 3:33    |
| 8.              | „Oblivion‟ |                      | A. Piazzolla            | S. Verhaert                                                    | 10:26   |
| 9.              | „Livertango / Libertango‟ |                      | G. Kržmanc A. Piazzolla | G. Kržmanc, A. Ogrin, J. Janežič, K. Krajc, M. Recelj H. Derks | 8:49    |
| Skupna dolžina: | Skupna dolžina: | Skupna dolžina:      | Skupna dolžina:         | Skupna dolžina:                                                | 75:05   |

| CD 2            | CD 2                                                                               | CD 2                   | CD 2            | CD 2    |
| Št.             | Naslov                                                                             | Glasba                 | Transkripcija   | Dolžina |
| --------------- | ---------------------------------------------------------------------------------- | ---------------------- | --------------- | ------- |
| 1.              | „SUITA SPARTAK: III. Adagio Spartaka in Frigije‟                                   | A. I. Hačaturjan       | G. Moreau       | 5:15    |
| 2.              | „SUITA SPARTAK: IV. Ples deklic iz Gaditanije in Spartakova zmaga‟                 |                        |                 | 6:06    |
| 3.              | „Koncert za oboo, sopranski saksofon, ritem sekcijo in komorni orkester‟           | W. Breuker             |                 | 15:18   |
| 4.              | „Oktober / October‟                                                                | E. Whitacre            |                 | 7:10    |
| 5.              | „Divertimento‟                                                                     | O. Waespi              |                 | 15:18   |
| 6.              | „Plemenski elementi / Tribal elements‟                                             | J. M. Fayos – Jordán   |                 | 13:18   |
| 7.              | „OSVETLJENE SLIKE, druga sinfonietta za pihala, op. 95: II. Trenutek za razmislek‟ | T. Aparicio – Barberán |                 | 6:35    |
| 8.              | „Parafraza na latvijsko ljudsko pesem Piha veter‟                                  | I. Meijere             |                 | 5:48    |
| Skupna dolžina: | Skupna dolžina:                                                                    | Skupna dolžina:        | Skupna dolžina: | 77:48   |

## Sodelujoči

### Orkester Slovenske vojske
- Andreja Šolar – dirigentka na CD 1
- George Pehlivanian – dirigent pri posnetkih 2-1 in 2-2
- Jan Cober – dirigent pri posnetku 2-3
- Michael J Colburn – dirigent pri posnetku 2-4
- Isabelle Ruf-Weber – dirigentka pri posnetku 2-5
- José Rafael Pascual Vilaplana – dirigent pri posnetku 2-6
- Bart Picqueur – dirigent pri posnetku 2-7
- Guntis Kumačevs – dirigent pri posnetku 2-8

### Solisti
- Oksana Pečeny Dolenc – violina na posnetkih 1-1 do 1-4
- Nuša Derenda – vokal na posnetkih 1-5 do 1-7
- Aleš Ogrin – klavir na posnetkih 1-8 in 1-9
- Jaka Janežič – tenorski saksofon na posnetkih 1-8 in 1-9
- Gašper Kržmanc – kitara na posnetkih 1-8 in 1-9
- Klemen Krajc – kontrabas na posnetkih 1-8 in 1-9
- Miha Recelj – bobni na posnetkih 1-8 in 1-9
- Sanja Romić – oboa na posnetku 2-3
- Primož Fleischman – sopranski saksofon na posnetku 2-3

### Produkcija
- Dečo Žgur – producent za posnetke 1-1 do 1-4, 2-3 in 2-4
- Miran Kazafura – tonski mojster za posnetke 1-1 do 1-7
- Grega Forjanič – producent za posnetke 1-5 do 1-7 in 2-7
- Boris Rener – producent za posnetke 1-8, 1-9 in 2-8
- Miha Ocvirk – tonski mojster za posnetke 1-8, 1-9 in 2-4
- Matjaž Prah – producent za posnetka 2-1 in 2-2
- Matjaž Culiberg – tonski mojster za posnetke 2-1 do 2-3
- Domen Prezelj – producent za posnetek 2-5
- Miha Jaramaz – tonski mojster za posnetek 2-5
- Anton Jurca – producent za posnetek 2-6
- Aleks Pirkmajer Perko – tonska mojstrica za posnetka 2-6 in 2-8
- Mitja Krže – tonski mojster za posnetek 2-7